# Les Chambons
Les Chambons est une île fluviale de la Charente, située sur la commune de Moutonneau.
Elle est en grande partie cultivée à l'exception de sa pointe est. Un ancien moulin la jouxte au nord. 